# خنار دره علیا
خنار دره علیا روستایی در دهستان هندودر بخش سربند شهرستان شازند استان مرکزی ایران است.

## جمعیت
بر پایه سرشماری عمومی نفوس و مسکن در سال ۱۳۹۵ جمعیت این روستا ۸۸ نفر (۳۸خانوار) بوده‌است.

## جغرافیا
مردم این روستا به زبان ترکی آمیخته به کلمات لری صحبت می‌کنند. جمعیت این روستا و مهاجران آن را اکثراً خانواده‌های مرادطلب,شوشتری،میرزایی،کمندی,آجرلو و نوروزی تشکیل می‌دهند که بیشترین آن خانواده مرادطلب می‌باشد که همگی از نوادگان استاد شاهمراد بزرگ می‌باشند. قدمت این روستا طبق نظر باستانشناسان به۲۰۰ سال پیش از اسلام بازمی‌گردد که بقایای روستای قدیم در نزدیکی روستا به شکل تپه موجود می‌باشد و ازقدیمیترین مکانها امامزاده عبدالله و حلیمه خاتون می‌باشد؛ که درکتاب مجمع التواریخ جلد سوم به علت مبارزاتی که با لشکر مغول داشته‌اند از آن به خوف دره نام برده شده‌است که طبق نظر باستانشناسان بعدها به خفادره وبعدا به خنادره تغییر شکل پیدا کرده‌است. درجنگ جهانی اول مردم این روستا با همکاری روستاهای اطراف مبادرت به ذخیره گندم نمودند که باعث نجات مردم روستا از قحطی آن سالها می‌گردد و مرگ ومیر ناشی از قحطی درمنطقه سربند گزارش نشده‌است. شغل اصلی مردم در روستا کشاورزی و دامداری می‌باشد. دارای طبیعت زیبا و بکر بوده که باغهای انگور این روستا در کنار هم و چسبیده به هم هستند.